# Избасс
Избасс (хак. Чазыбас) — река восточных отрогов Кузнецкого Алатау, левый приток реки Чёрный Июс бассейна Чулыма.
Длина — 31 км. Протекает по территории Орджоникидзевского района Хакасии. Исток расположен в 7 км юго-западнее села Приисковое близ западной границы Хакасии, абсолютная высота — около 1320 м. Устье расположено в 140 км от устья Чёрного Июса, абсолютная высота — 686 м. Река относится к горному типу с соответствующим водным режимом. Модуль стока составляет 13,0 л/с км². В бассейне реки населённых пунктов нет. В верхней части бассейна находятся Ивановские озёра.

## Притоки
(указано расстояние от устья)
- 1 км: Успенка
- 2 км: Безымянная
- 5 км: Бобровая
- Утиный
- Кедровый
- Медвежий
- Открытый

## Данные водного реестра
По данным государственного водного реестра России относится к Верхнеобскому бассейновому округу, водохозяйственный участок реки — Чулым от г. Ачинск до водомерного поста села Зырянское, речной подбассейн реки — Чулым. Речной бассейн реки — (Верхняя) Обь до впадения Иртыша.